# Woundale Beck
Der Woundale Beck ist ein kleiner Wasserlauf, der zwischen dem Hart Crag und der St Raven’s Edge am Südhang des Caudale Moor in Cumbria, England entsteht.
Der Woundale Beck mündet nördlich der Ansiedlung Troutbeck Park  an der Troutbeck Tongue in den Trout Beck.